# Конвой M-20/M-21
Конвой M-20/M-21 — японський конвой часів Другої світової війни, проведення якого відбувалось у травні — червня 1944-го.
M-20/M-21 належав до серії конвоїв, які в 1943—1944 роках ходили між розташованим на північному сході Нідерландської Ост-Індії островом Хальмахера (зокрема, відігравав важливу роль у постачанні японських сил на заході Нової Гвінеї) та важливим транспортним хабом у Манілі.
До складу конвою увійшли транспорти «Цусіма-Мару» (Tsushima Maru), «Маншу-Мару», «Яманагі-Мару», «Тацума-Мару» (Tatsuma Maru), «Широтає-Мару» (Shirotae Maru), «Фукуйо-Мару», «Пекін-Мару», «Фуйо-Мару», «Кеннічі-Мару», «Теншо-Мару» та «Курогане-Мару», тоді як охорону забезпечував щонайменше патрульний корабель PB-103.
26 травня 1944-го загін вийшов із затоки Кау (глибоко вдається в острів Хальмахера з півночі). 30 травня він побував у Замбоанзі (західне завершення Мінданао), а 1 червня в Себу (центральна частина Філіппінського архіпелагу).
Хоча маршрут конвою пролягав через кілька районів, де традиційно патрулювали ворожі підводні човни, цього разу операція пройшла без інцидентів і 3 червня японський загін досягнув Маніли.